# Верхние Мулебки
Верхние Мулебки — село, центр с/с (с 1921) в Акушинском районе Дагестана. Село до 1934 входило в состав Коркмаскалинского района.
Образует сельское поселение село Верхние Мулебки как единственный населённый пункт в его составе.

## География
Расположено в 18 км к востоку от с. Акуша, на границе с Сергокалинским районом (на севере).

## Название
По преданию, название Мулебки произошло от слова «мулкъ» или «мулеркъ», означающего на даргинском языке червь. Как пишет К. Ф. Ган, такое название появилось в связи с тем, что около селения ловят пиявок.

## Население
| 1888  | 1895  | 1926  | 1939  | 1970  | 1989  | 2002  |
| ----- | ----- | ----- | ----- | ----- | ----- | ----- |
| 1421  | ↘1419 | ↘1157 | ↗1301 | ↘822  | ↘796  | ↗1336 |
| 2010  | 2012  | 2013  | 2014  | 2015  | 2016  | 2017  |
| ↗1448 | ↗1451 | ↗1454 | ↘1430 | ↗1438 | ↗1460 | ↗1470 |
| 2018  | 2019  | 2020  | 2021  | 2023  | 2024  | 2025  |
| ↗1478 | ↗1507 | ↗1524 | ↗1528 | ↗1551 | ↗1568 | ↗1581 |